# Rumex oblongifolius
Rumex oblongifolius är en slideväxtart som beskrevs av Tolmatch.. Rumex oblongifolius ingår i släktet skräppor, och familjen slideväxter. Inga underarter finns listade i Catalogue of Life.